# Tunkás (kommun i Mexiko)
Tunkás är en kommun i Mexiko.   Den ligger i delstaten Yucatán, i den östra delen av landet, 1 100 km öster om huvudstaden Mexico City.
Följande samhällen finns i Tunkás:
- Tunkás
- San Antonio Chuc
- San José Pibtuch